# کلونگا
کلونگا دهستانی در استان آستوریاس اسپانیا است.
در این دهستان ۴٬۱۶۵ نفر زندگی می‌کنند. مساحت این دهستان ۹۷٫۵۷ کیلومتر مربع است.

## نگارخانه

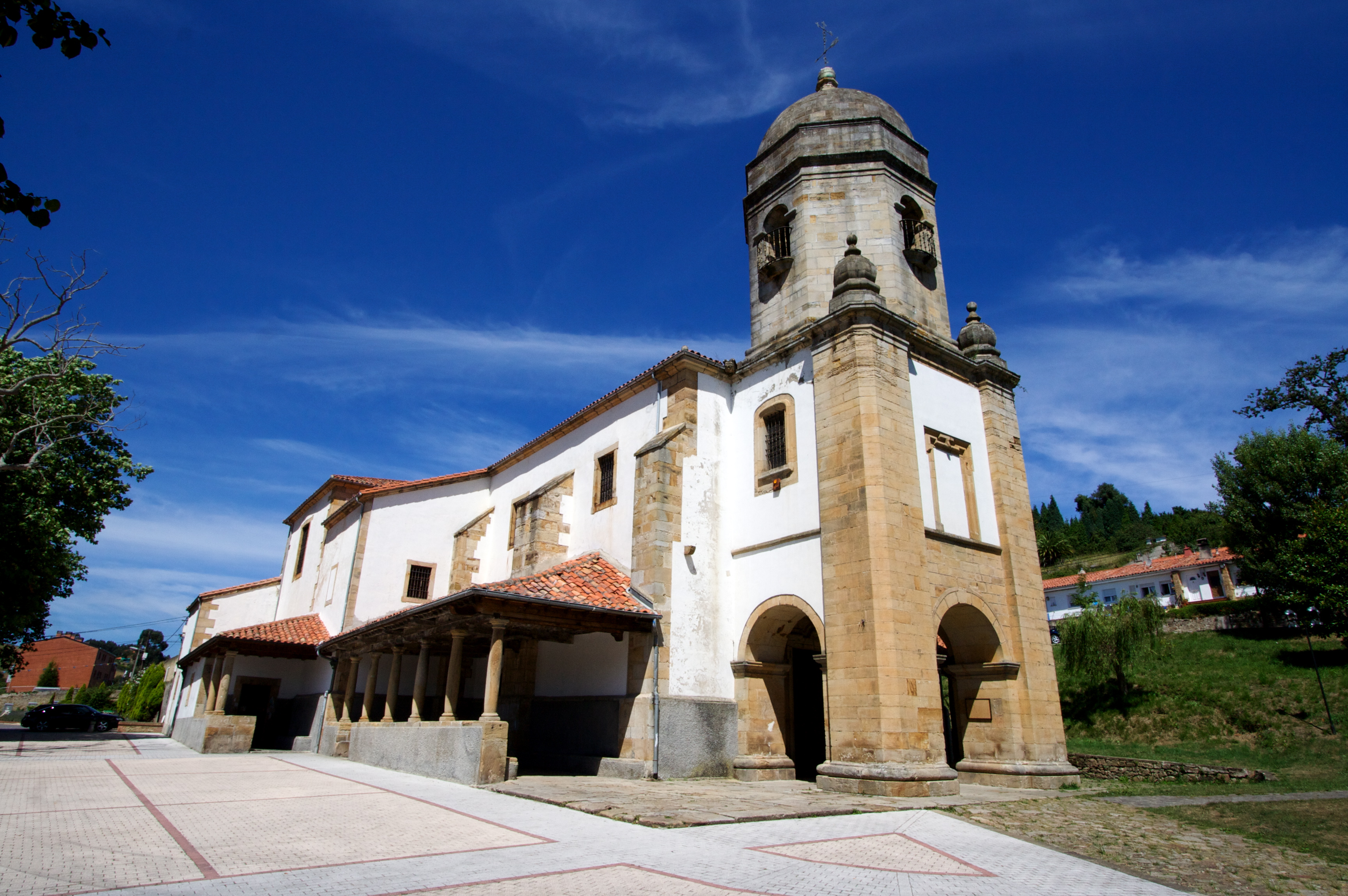
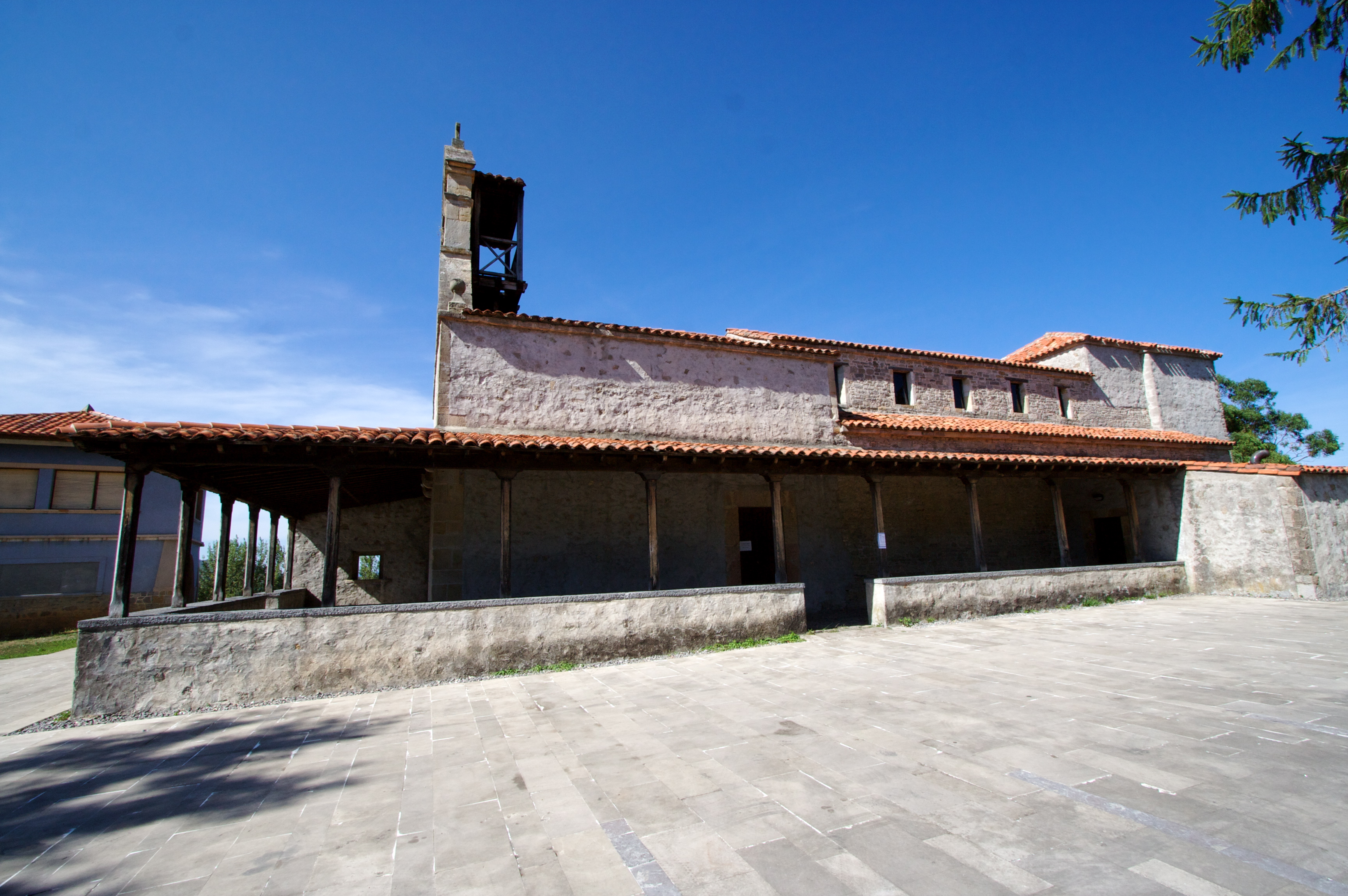
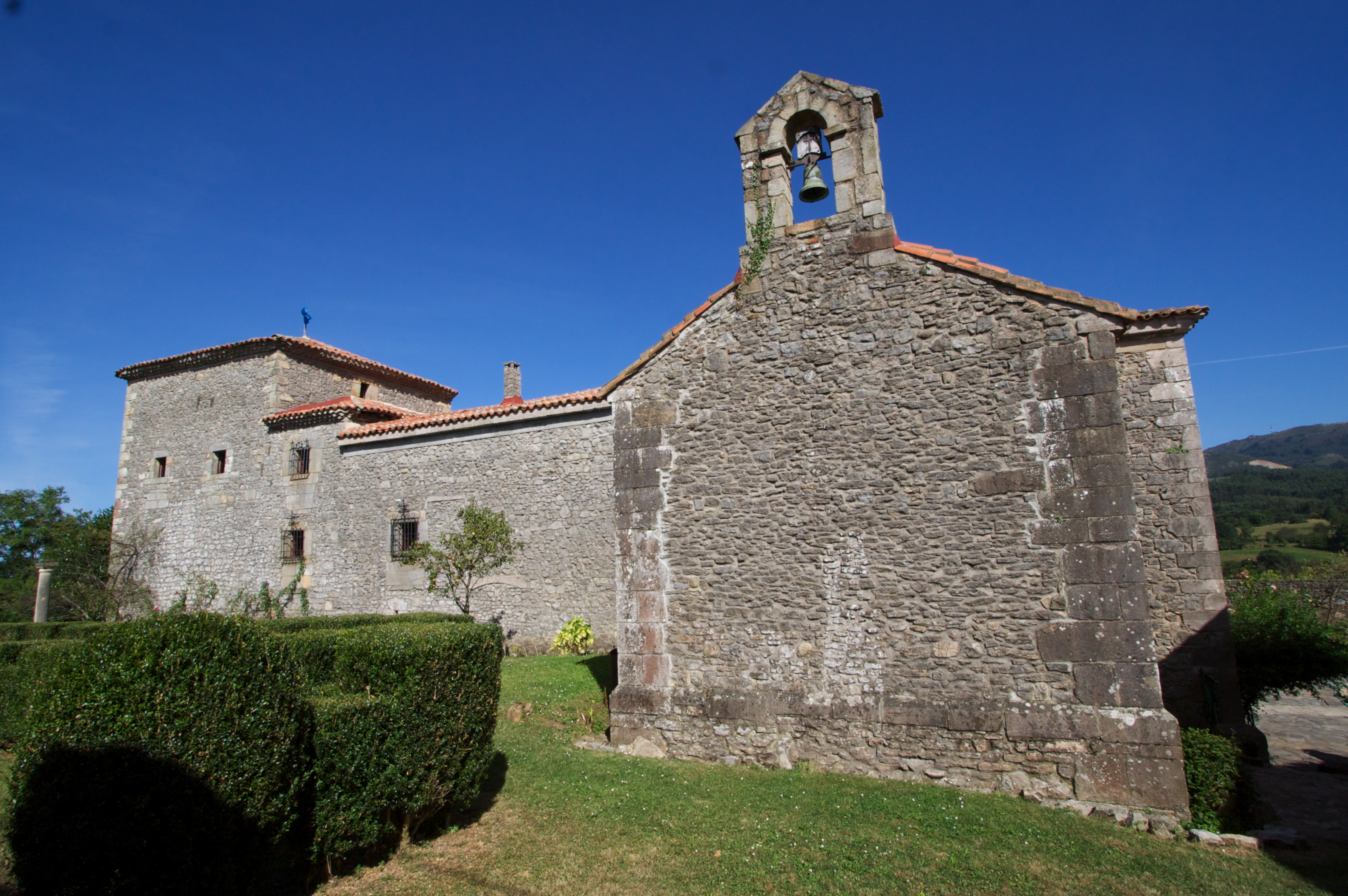
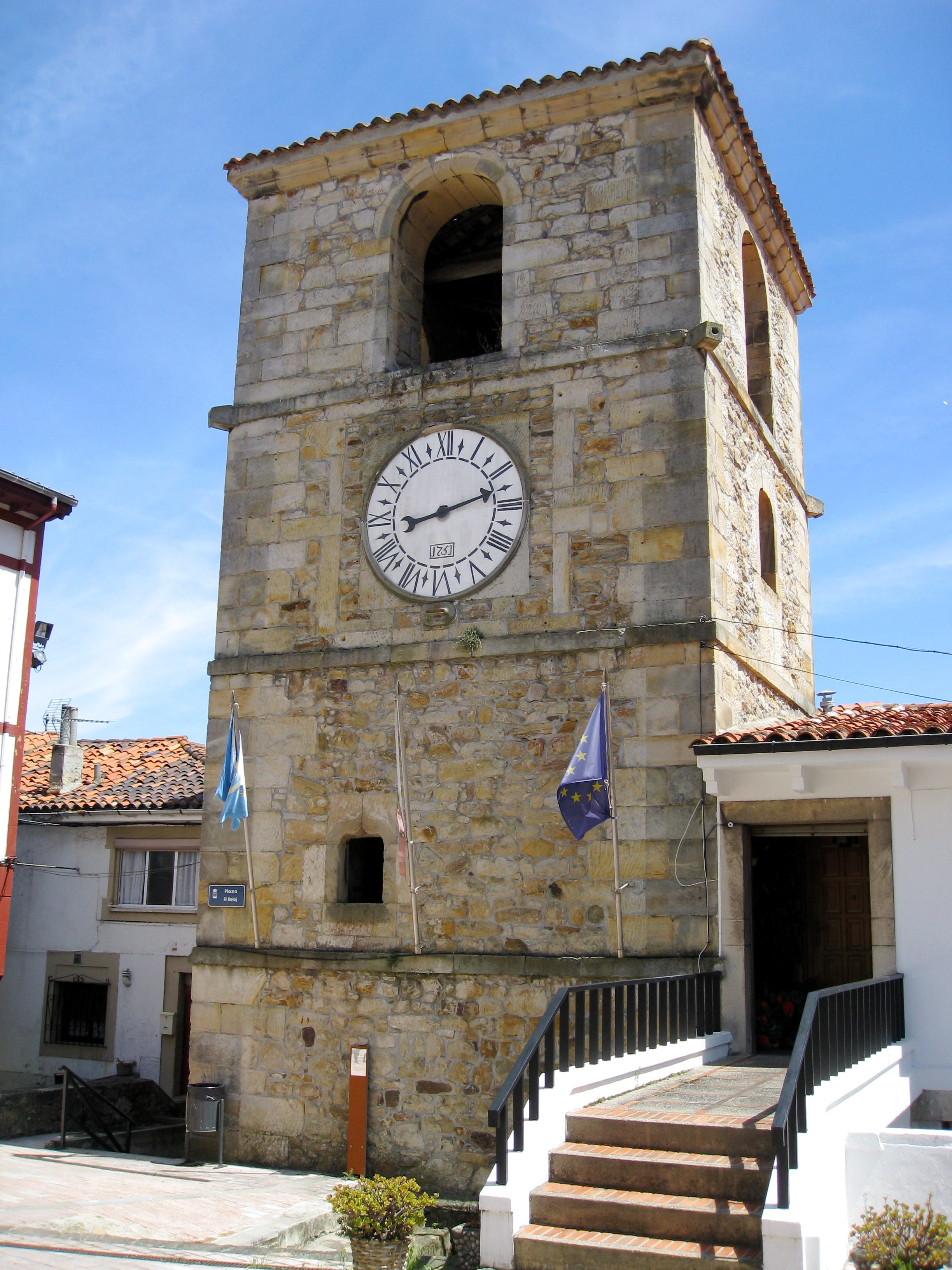
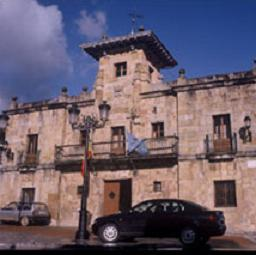
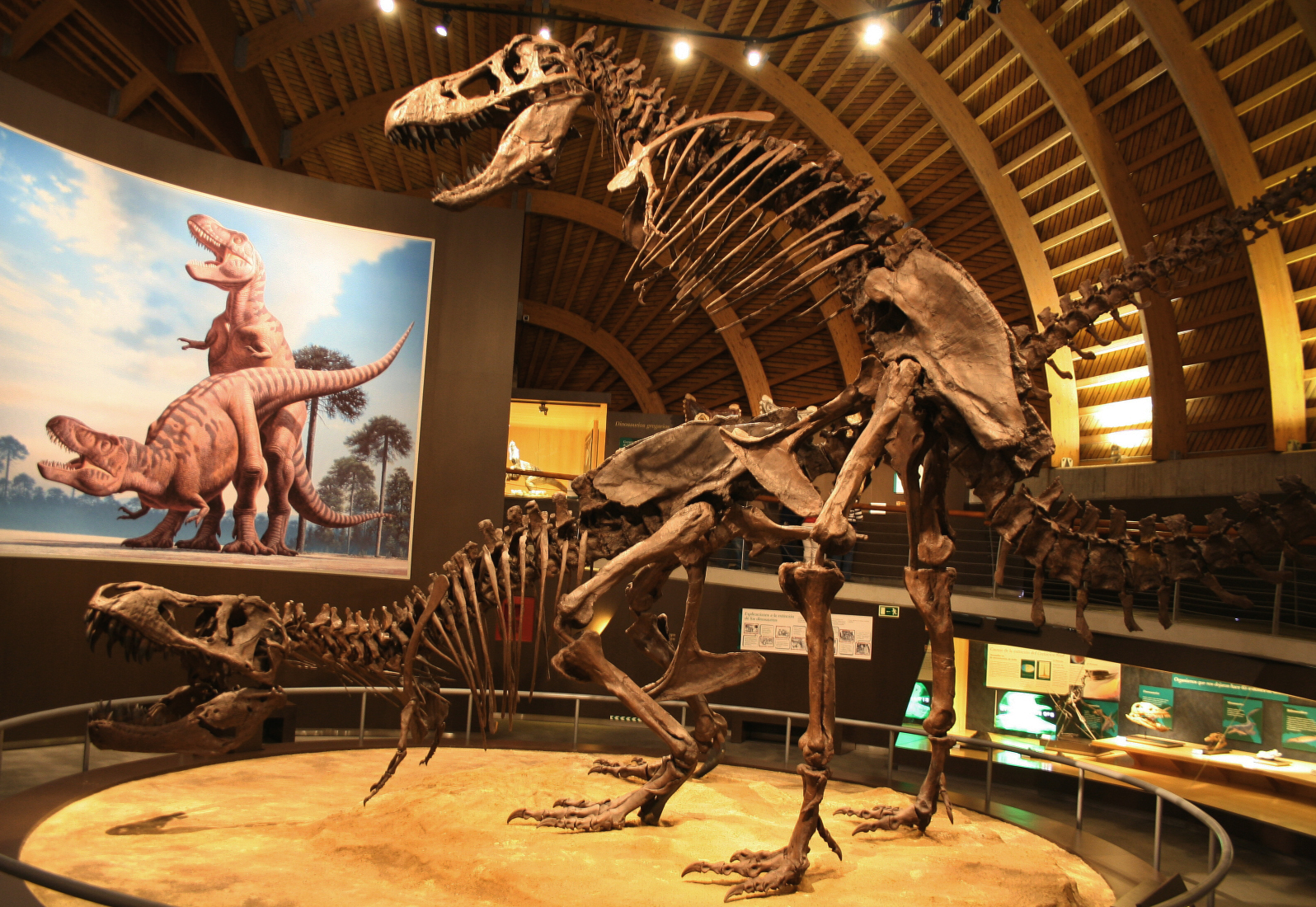
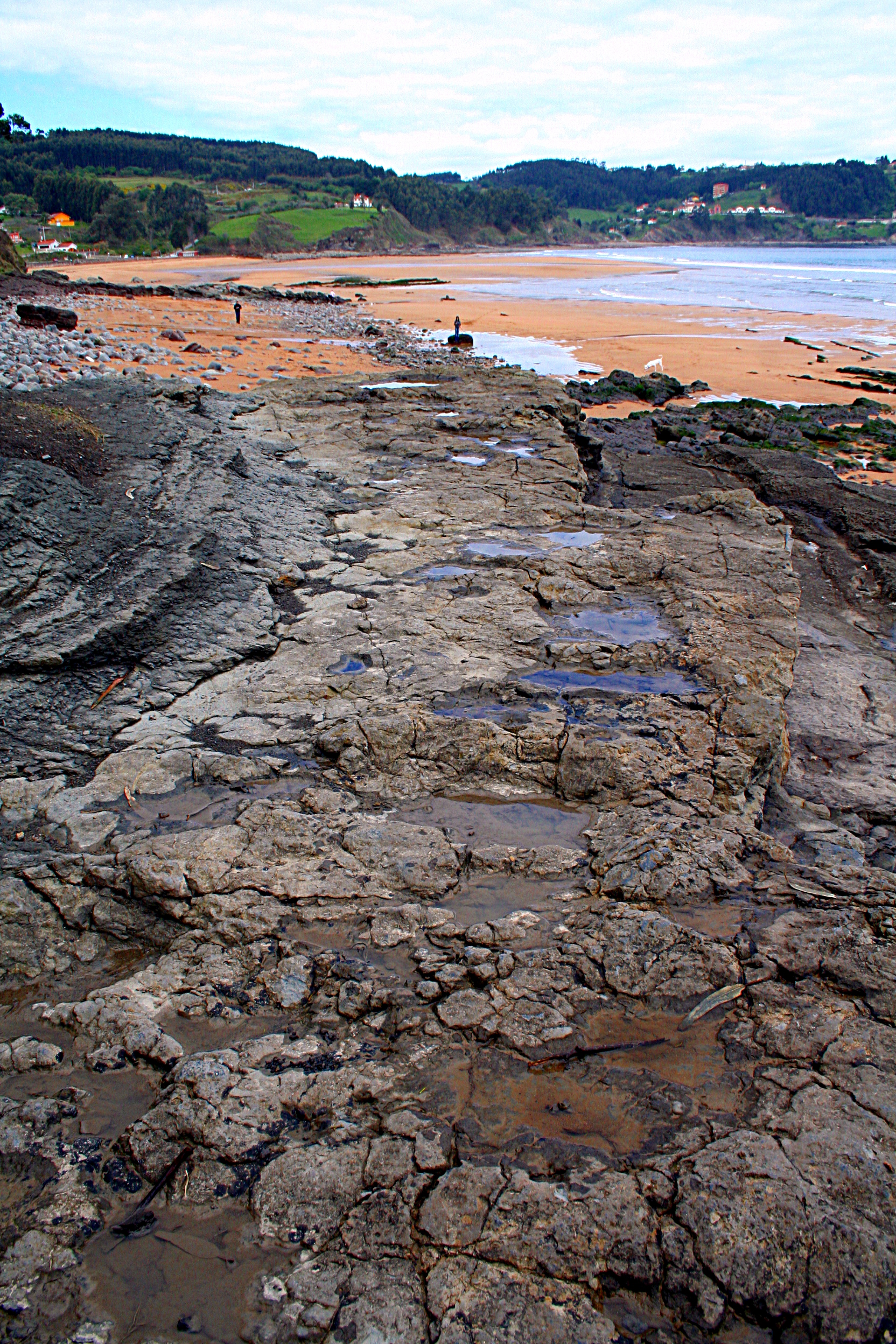